# أحمد بن القاسم الزهري
أبو مصعب، أحمد بن القاسم القرشي الزُّهْري المدني قاضي المدينة، أحد رواة الحديث النبوي. لازم مالك بن أنس وتفقه به، وسمع الموطأ منه، وأتقنه عنه.

## نسبه
أحمد بن القاسم بن الحارث بن زرارة بن مصعب بن عبد الرحمن بن عوف بن عبد عوف بن عبد بن الحارث بن زهرة بن كلاب بن مرة بن كعب بن لؤي بن غالب بن فهر بن مالك بن النضر بن كنانة بن خزيمة بن مدركة بن إلياس بن مضر بن نزار بن معد بن عدنان.

## روايته للحديث
روى عن: إبراهيم بن سعد الزهري، والحسين بن زيد بن علي بن الحسين بن علي بن أبي طالب، وصالح بن قدامة بن إبراهيم الجمحي، وعاصم بن سويد الأنصاري، وعبد الرحمن بن زيد، وعبد العزيز بن أبي حازم المدني، وعبد العزيز بن عمران بن عبد العزيز بن عمر بن عبد الرحمن بن عوف المعروف بابن أبي ثابت، وعبد العزيز بن محمد الدراوردي، وعبد المهيمن بن عباس بن سهل الساعدي، والعطاف بن خالد المخزومي، وعمر بن طلحة بن علقمة الليثي، وعمران بن عبد العزيز الزهري، ومالك بن أنس الأصبحي، ومحرز بن هارون القرشي، ومحمد بن إبراهيم بن دينار المدني، والمغيرة بن عبد الرحمن بن الحارث المخزومي، وموسى بن شيبة الأنصاري، ويحيى بن عمران القرشي، ويوسف بن يعقوب الماجشون.
روى عنه: البخاري، ومسلم، وأبو داود، والترمذي، وابن ماجه، وأبو إسحاق إبراهيم بن عبد الصمد بن موسى الهاشمي، وأحمد بن إبراهيم البالسي، وأحمد بن إبراهيم البسري، وأحمد بن عيسى الكلابي الكوفي، وأحمد بن محمد الطحان المصري، وإسحاق بن احمد الفارسي، وإسماعيل بن أبان الشامي، وبقي بن مخلد الأندلسي، وجعفر بن أحمد الحافظ، وابنه: الحارث ين أحمد بن القاسم الزهري، وروح بن الفرج المصري القطان، وزكريا بن يحيى السجزي، وعبد الله بن أحمد بن حنبل، وأبو زرعة عبد الله بن عبد الكريم الرازي، ومحمد بن إبراهيم الطيالسي، وأبو حاتم محمد بن إدريس الرازي، ومحمد بن عبد الله الحضرمي، ومحمد بن يحيى الذهلي، ومعاذ بن المثنى العنبري، ويحيى بن الحسن بن جعفر الحسيني العلوي النسابة.

## أقوال العلماء فيه
- قال أبو زرعة وأبو حاتم: صدوق.
- قال الزبير بن بكار: مات وهو فقيه أهل المدينة غير مدافع، ولاه القضاء عبيد الله بن الحسن بعد أن كان على شرطته.
- وقال الذهبي في الميزان: ثقة، حجة.
- وقال الدارقطني: ثقة في الموطأ.
- قال الحاكم النيسابوري: كان فقيها متقشفا عالما بمذهب أهل المدينة.